# DearS
DearS (ディアーズ Diazu?) es una serie de manga de comedia romántica escrita por el dúo PEACH-PIT y publicada mensualmente en la revista shōnen Dengeki Comic Gao!.  Una serie de anime de doce episodios basada en el manga fue transmitida del 10 de julio al 6 de septiembre de 2004. El DVD de la serie contiene un episodio adicional titulado «9.5» (que tiene lugar entre los episodios 9 y 10), para un total de trece episodios.

## Argumento
Hace un año que un ovni tripulado por miembros de la especie DearS (una raza extraterrestre con una apariencia humana) realizan un aterrizaje de emergencia en la Tierra. Y desde entonces la vida de Takeya Ikuhara, un típico estudiante de secundaria en Japón, y Neneko Izumi, su amiga de la infancia, se complica por la llegada de Ren y otros DearS a su ciudad.
La nave de los DearS que significa "Queridos Amigos” posee cápsulas contenedoras de DearS que han sido genéticamente diseñados para ser esclavos, por lo cual no hubo investigaciones humanas en la zona del impacto de la nave.  Los DearS, siendo seres muy inteligentes, no dan a conocer a los seres humanos la existencia de estos "esclavos", porque en la Tierra ya no se practica la esclavitud. En lugar de ello, colocan a todos los DearS en programas de intercambio de estudiantes, con el objetivo de integrarlos a la sociedad humana. Cada DearS está programado para servir a una persona, quien se convierte en su "Amo".  Y ya que la felicidad de los DearS radica en el servicio a su amo, buscan con afán poder cumplir.
Una cápsula que contiene un DearS defectuoso se extravía, haciendo que este ser tenga contacto con la sociedad.  Este DearS es funcional, pero carece de los conocimientos básicos acerca de los humanos que todos los demás DearS aprendieron luego de la "Ceremonia", cuando los DearS se dieron a conocer a los humanos. Su nombre de acuerdo a la comunidad DearS es: "Ren Ren Ren Nagusaran Rensia Roroonren Nakora", un modelo defectuoso, y por ello los Dears le dieron los 3 prefijos Ren a su nombre, ya que de acuerdo al lenguaje DearS, el término "Ren" significa "nada" o "cero."  Takeya salva a Rena la nave. Pero detiene su búsqueda y permite que ambos, Ren y Takeya, vivan juntos ya que se da cuenta de que ellos poseen el legendario "regalo".

## Personajes
Takeya Ikuhara (幾原 武哉 Ikuhara Takeya?)
Seiyū: Kishō Taniyama
Un impulsivo estudiante de secundaria, y el protagonista de DearS. Vive en una habitación alquilada en la casa de Neneko y trabaja a medio tiempo en una tienda de vídeos para hombres. Takeya es una persona que no está acostumbrada a los cambios, lo que hace que tema a la misteriosa chica alien Ren constantemente (debido a que Neneko constantemente le mostraba películas de extraterrestres cuando ellos eran niños).  Pero debajo de su máscara de indiferencia, posee un corazón bondadoso. Takeya tiende a enredarse en los problemas, y pasa más tiempo preocupado por estos que por resolverlos. Suele perder el control de su temperamento más frecuentemente de lo que debería, y como resultado, tiene muy pocos amigos. Al final del manga, admite los sentimientos que tiene por Ren y decide partir con los otros DearS que escogieron regresar al espacio con Io. Ren, por supuesto, decide mantenerse al lado de su amor y se le une en el viaje.
Ren ( レン?)
Seiyū: Ai Shimizu
La devota DearS de Takeya, quien fue encontrada después de que su cápsula se extraviara durante su transporte. Takeya la llamó "Ren", ya que era la primera palabra de su número de identificación (el cual ella dijo cuando le preguntó por su nombre).  De acuerdo a la tradición de los DearS, un DearS no escoge por voluntad propia a su amo, pero si un DearS lo hiciera, éste sería poseedor del "gift" (el Regalo en idioma inglés), que se considera muy sagrado. En el lenguaje DearS, la palabra Ren significa "cero" haciéndola uno de los imperfectos "Número-Cero", los cuales se supone que no son enviados a la sociedad. Con un gran busto y de lindo cuerpo, ella es una diosa para Takeya y sus compañeros de clase, pero necesita de supervisión constantemente, debido a su inexperiencia en las costumbres humanas y la cultura japonesa.  Ren aprende el lenguaje japonés en una sola noche de una pila de libros y diccionarios de los que Takeya planeaba usar para enseñarle él mismo.  Su comida favorita es el pan de melón, por los que siente un gran apetito.  Su nombre completo es "Ren Ren Ren Nagusaran Rensia Rurunnren Nakora" (レンレンレンナグサランレンシーア・ルルンンレン・ナコラ).
Ella no entiende el significado del amor hasta el final del manga tras experimentarlo con Takeya, momento en el que le declara su amor, quien desde luego también confiesa su amor por ella. Ren es considerada además la Puerta por la cual los DearS responden a las emociones de toda la humanidad. Con su despertar, los DearS recobran eventualmente su habilidad para reproducirse. Con cierto sarcasmo, esto no sucede hasta que se encuentran en el espacio, con Takeya siendo el ÚNICO hombre a bordo de la nave. Ren y las otras DearS tiene ahora un nuevo objetivo, tener tantos bebés con Takeya como sea posible.
Neneko Izumi (和泉 寧々子 Izumi Neneko?)
Seiyū: Chiwa Saitō
La amiga de infancia de Takeya, su padre es el casero de Takeya. A pesar de sus constantes riñas, ella y Takeya son buenos amigos, dado que se conocen desde que eran niños. Generalmente, Neneko es la voz del sentido común y buen juicio, y lo demuestra en situaciones en las que Takeya está demasiado alarmado como para pensar. De hecho, éste constantemente se pregunta cómo podría vivir sin ella. Al final del manga, es revelado que ella irá a América para estudiar diseño de modas. Además, al final de la serie ella confiesa que tiene un "amor no correspondido" hacia Takeya. En una ocasión ella dice que no se imagina siendo la esposa de Takeya, hablando de los propósitos de la vida de ambos. Neneko tiene la manía de sujetar constantemente el busto de Ren, ya que ella carece de uno de tales dimensiones.
Miu (ミゥ?)
Seiyū: Mai Nakahara
Ella es la DearS que originalmente iba a llegar como estudiante de intercambio al instituto de Takeya, y acérrima rival de Ren. Fue vista como una impostora al llegar al instituto, debido a una confusión entre ella y la llegada de Ren un día antes a este lugar. Se auto-nombra instructora de Ren para convertirla en una mejor DearS. Esta tutoría acarrea ciertos efectos en ella, ya que aparentemente llega a albergar sentimientos por Takeya. Ella confunde estos sentimientos con el Regalo, pero luego se da cuenta de que en realidad está experimentando el amor. Miu posee un pasado trágico, ya que cuando era muy joven, su Amo fue brutalmente asesinado sin que ella pudiera hacer nada, a pesar de hacer el mayor esfuerzo posible con su magia curativa. En el manga ella decide acompañar a Io de regreso al espacio para poder hallar a alguien a quien amar, ya que Takeya y Ren están enamorados uno del otro. Su nombre completo es: "Sia Nostal Ren Naguregyug Thanast Useim Ruki Miu" (シーアノスタルレンナグレグユグ・タナスト・ァウセーム・ルキ・ミゥ).
Mitsuka Yoshimine (芳峰 蜜香 Yoshimine Mitsuka?)
Seiyū: Kikuko Inoue
La maestra alocada de la serie, con un cuerpo de infarto, Mitsuka es inteligente e ingeniosa. Además es una exhibicionista empedernida, quien pasa más tiempo ingeniando planes para desnudarse frente a sus alumnos que enseñándoles inglés (español en la versión inglesa del manga). Tiene el hábito de aparecerse en los momentos menos convenientes para Takeya y compañía, convirtiendo conversaciones normales en situaciones sumamente embarazosas, usualmente por confundir la mayoría de palabras con actos sexuales y orgías. Aunque a veces muestra una inusual preocupación por los problemas de los demás, especialmente por la relación afectiva entre Ren y Takeya, ambos alumnos de ella. Tiene su propio rincón de videos hentai en la tienda donde trabaja Takeya.
Hikorou Oikawa (及川彦郎 Oikawa Hikorō?)
Seiyū: Kappei Yamaguchi
El pervertido amigo y compañero de clase de Takeya, tienen muchas cosas en común, en especial la afición a los videos pornográficos. Oikawa es el miembro no. 1 del "Club del amor DearS", ya que le encantan los DearS, especialmente las del sexo opuesto. Se siente sumamente atraído por Ren, y aunque él sea algo tonto y superficial, en el fondo sigue siendo un muchacho decente.
Khi (キィ?)
Seiyū: Miyuki Sawashiro
Un DearS varón, estudiante de intercambio, que asiste a la misma escuela que Natsuki. Él es una especie de oveja negra para la comunidad DearS y generalmente su voz es pasiva, y es por esto que es considerado el negociador diplomático de la comunidad, y es constantemente enviado a resolver distintos confusiones y asuntos relacionados con los DearS, entre estos servir de juez en el duelo de Ren y Myu, y recoger a la olvidadiza Nia del apartamento de Takeya. Él se queda en la Tierra, luego que Io se lleva a varios DearS de regreso al espacio.
Natsuki Hikuhara (及川 彦郎 Hikuhara Natsuki?)
Seiyū: Ryōko Shintani
La pequeña y belicosa hermana de Takeya, quien ha estado separada de él. Se hizo amiga de Ren instantáneamente, pero al escuchar a Ren nombrarse la "esclava" de Takeya, empieza a odiarla y azota a su hermano por ser un pervertido. Su personaje es un gran cambio del estereotipo de linda y dulce hermanita, que abunda en las series de animé.
Harumi Hikuhara (幾原 晴海 Hikuhara Harumi?)
Seiyū: Mariko Suzuki
Madrastra de Takeya, es una de las pocas personas que pueden contener a la belicosa Natsuki. Ella fue la que le enseñó a Natsuki todas las técnicas que esta usa para castigar a su hermano. Es también supuesto que Takeya y Harumi se hayan enamorado pero antes que Takeya pudiera decir algo, Harumi con una cereza en los labios le dice "no importa, ahora soy tu madre". Harumi es un personaje gracioso con sus movimientos de lucha personales, como el "Harumi-driver".
Nia (ニア?)
Seiyū: Yukari Tamura
La aprendiz de Xaki, con una apariencia felina. Ella es muy delgada, y super olvidadiza, incluso con el significado de las palabras, confundiéndolas muchas veces con comida, reta a Ren por medio de una nota, pero olvida entregársela a Ren, y la coloca en la puerta de su misma habitación. Es algo torpe, como se ve en el animé, pero cuando es necesario saca a relucir una gran agilidad. Llega a ser amiga de Takeya y Natsuki, y cuando Ren es raptada por Rubi, en el manga, Nia incluso ayuda a Takeya a escabullirse en la nave de los DearS para encontrarla. Ella siempre termina sus frases con su original sílaba sin sentido "nii". Ella decide irse con Io de regreso al espacio, dejando en la Tierra a su maestro Xaki.
Xaki (ザキ?)
Seiyū: Hiroaki Hirata
El "Biter" enviado por la comunidad DearS para traer de regreso a Ren. Diferente a los demás DearS, es alto, musculoso, y aparentemente muy hábil en combate cuerpo a cuerpo. Además es mentor de Nia, quien aspira a ser un Biter al igual que él. Llega a creer que él y Hirofumi, poseen el "regalo", lo que lleva a escenas eróticas entre ambos en el volumen 8.
Rubi (ルビ Ruvi?)
Seiyū: Megumi Toyoguchi
Ella es una "Barker", segunda al mando en la comunidad DearS, tiene una apariencia de dominadora con un látigo en su mano y su vestimenta de cuero. Igual de voluptuosa que Ren, ella es quien asigna al "Biter" "Xaki" la captura de Ren. Siendo ella sirviente de Fina, se queda con esta en la Tierra. En el animé, Khi le dice que ella es lo que los terrestres llaman "Cool Beauty" (Belleza de Hielo, en idioma inglés), esto por su carácter dominante y su voluptuoso cuerpo.
Fina (フィナ?)
Conocida como "Lady Fina" para muchos DearS. Su posición real en la comunidad es la de "Observador", y se supone ella es la líder de la colonia; incluso Rubi se inclina ante ella. Ella no despierta hasta en el volumen 5 del manga. Apoya la relación de Ren y Takeya desde el principio, de hecho ordena a Rubi que suspenda inmediatamente la recaptura de Ren. Fina parece ser la DearS más antigua de la comunidad, y sabe todo acerca de los DearS. De apariencia pálida, constantemente se queda dormida en los momentos más inoportunos. Ella decide quedarse en la Tierra para supervisar a los DearS que se quedaron, luego del viaje de Io.
China (チナ?)
Seiyū: Haruko Momoi
China es la personaje principal en el juego para PlayStation 2, pero hace una pequeña incursión en el episodio final del animé y del manga. Al igual que Ren, ella es una "Número-Cero" y la DearS más joven vista hasta ahora. Ella es conocida para los científicos como "Muestra B7", fue encargada de capturar a otro Número-Cero conocido únicamente como "Muestra A2". Durante su corta visita al exterior de la nave, ella confunde a Ren con su objetivo y convence a Takeya a jugar a ser su maestro. Ella decide ir al espacio junto con Ren, Takeya y demás DearS.
Io (イオ?)
Una joven DearS que se le aparece a Takeya en el techo del Instituto, en el volumen 6. Ella solo puede decir una palabra "Ren". Más adelante es revelado que ella es la misteriosa "Muestra A2", de la que China fue comisionada para capturar. También se descubre sus increíbles habilidades para manipular la gravedad, incluso pudo levitar el edificio entero donde vive Takeya, además posee la habilidad de teletransportarse. Ella eventualmente descubre que es la segunda "Observador" de los DearS, y decide llevarse a su pueblo en busca de otros nuevos huéspedes.
Hirofumi Nonaka (野仲 宏史 Nonaka Hirofumi?)
Seiyū: Junichi Suwabe
El chico "playboy" de la escuela Koharu. Cuando las acciones de Takeya hacen a Ren dudar de sus sentimientos hacia él, Hiro trata de seducirla. Incluso cuando admite que "realmente le está gustando" Ren (lo más cercano que ha admitido de querer a alguien más), Ren solo piensa en él como un amigo. Eventualmente desiste de ella, pero para su horror, Xaki empieza a seducirlo, haciendo que cualquier chica que quiera acercarse se aleje horrorizada. Usualmente llama a las chicas "Koneko-chan" (en japonés, algo cercano a gatita).
Ayu ( アユ ?)
Una DearS de otra ciudad. Habla con un acento Kansai, lo que significa que ella vive cerca de Osaka. Ella se hace amiga de Natsuki justo después de salir del sanitario, y la ayuda a vender takoyaki en el festival de verano de la escuela Koharu.
Takezou Ikuhara (幾原 武造 Ikuhara Takezou?)
El padre de Takeya, únicamente aparece en los últimos volúmenes del mánga. Es un científico que descubre que Ren es la clave para salvar a los DearS.

## Manga
- Volumen 1 (Versión Japonesa: ISBN 4-8402-2086-7; Versión Americana: ISBN 1-59532-308-2)
- Volumen 2 (Versión Japonesa: ISBN 4-8402-2206-1; Versión Americana: ISBN 1-59532-309-0)
- Volumen 3 (Versión Japonesa: ISBN 4-8402-2343-2; Versión Americana: ISBN 1-59532-310-4)
- Volumen 4 (Versión Japonesa: ISBN 4-8402-2478-1; Versión Americana: ISBN 1-59532-311-2)
- Volumen 5 (Versión Japonesa: ISBN 4-8402-2651-2; Versión Americana: ISBN 1-59532-797-5)
- Volumen 6 (Versión Japonesa: ISBN 4-8402-2797-7; Versión Americana: ISBN 1-59532-798-3)
- Volumen 7 (Versión Japonesa: ISBN 4-8402-3011-0; Versión Americana: ISBN 1-59816-185-7)
- Volumen 8 (Versión Japonesa: ISBN 4-8402-3289-X; Versión Americana: ISBN 1-59816-861-4)

## Anime, Guía de Episodios
- 1.er Contacto: 「甘噛みたいの」I Want to Nibble Sweetly, Quiero mordisquear dulcemente
- 2.º Contacto: 「小さかったかしら」I Wonder If It's Small, Me pregunto si es pequeño
- 3.er Contacto: 「たま！たま！」Ball! Ball!, Pelotita, Pelotita
- 4.º Contacto: 「口をふけ」Wipe Your Mouth, Limpiate la boca
- 5.º Contacto: 「トギ……？」Partners?, ¿Compañeros?
- 6.º Contacto: 「欲求不満ですわ」I'm Frustrated, Estoy frustrado
- 7.º Contacto: 「いやらしい……」Pervert, Pervertido
- 8.º Contacto: 「マ、マイ・ボール…」M... My Ball, M... mi pelotita
- 9.º Contacto: 「ちくっとした」It Hurt A Little, Duele un poquito
- 10.º Contacto: 「らんこーするですに！」We'll Have An Orgy-nii!, Tendremos una orgía-nii!!
- 11.º Contacto: 「経験……してみる？」You Want To...... Experience It?, Quieres..... experimentar?
- 12.º Contacto: 「……しかも熱かった」...... Besides, It Was Hot?,...... Además, estuvo caliente?
- 13.º Contacto: 「金の玉ですの？」Is It A Golden Ball?, Es una bola dorada? (10.º. Episodio original -inédito-)

## Críticas
DearS es criticado a menudo aparentemente por un múltiple número de errores, como tener personajes superficiales, excesivo fan service y un argumento no tan original. Algunos alegan que Ren es una copia de Chii de Chobits y Rizel de Rizelmine, con un busto más grande y menos inhibiciones. El primer capítulo de la serie parece ser una mezcla entre Rizelmine y Chobits. El modo en el que Takeya encuentra a Ren, se parece a como encuentran a Chii en Chobits volumen 1.

La estancia de Ren en la casa de Takeya, y el closet como habitación de esta, asemeja a Rizelmine.

A pesar de las anteriores similitudes, el año en el que fueron publicadas las tres series, fue casi el mismo año. Y por esta razón, es poco probable que DearS sea una copia de Chobits o Rizelmine. Chobits fue publicado un año antes y Rizelmine se publicó el mismo año que DearS.

## Música
- Opening "Love Slave" (ラブスレイブ) por Under17.
- Ending "Happy Cosmos" por PoppinS*

* PoppinS fue una banda formada solo para el anime.